# Great Saint James
Great Saint James is een privé-eiland in de Amerikaanse Maagdeneilanden. Het ligt ongeveer 400 meter van Saint Thomas en behoort tot het subdistrict East End. Van 2016 tot 2019 was het eiland eigendom van de zedendelinquent en bankier Jeffrey Epstein. In 2022 stond het eiland te koop.

## Geschiedenis
Great Saint James was oorspronkelijk eigendom van een Zwitserse vrouw die het eiland in haar testament in drieën had verdeeld. In 1998 kocht Jeffrey Epstein het eiland Little Saint James waar hij een villa bouwde. In 2011 werd de zee rond het eilanden een beschermd zeereservaat.
Epstein was van plan ook Great Saint James te kopen. De Deense zakenman Christian Kjær weigerde zijn deel van het eiland te verkopen vanwege de geruchten rondom Epstein, en omdat de bewoners van het eiland tegen verkoop aan Epstein waren. Onder het mom van een verkoop aan Sultan Ahmed bin Sulayem werd Epstein in 2016 eigenaar van het eiland. Bin Sulayem ontkent toestemming te hebben verleend voor het gebruik van zijn naam, en in 2019 bevestigde Epstein in zijn borgtochtapplicatie dat hij eigenaar van Great Saint James was.
Epstein begon met de bouw van een villa op Great Saint James. In 2016 werd een boete van US$280.000 uitgedeeld vanwege het bouwen zonder vergunning. De boete werd later verlaagd tot US$70.000. In 2018 werd door de overheid van de Amerikaanse Maagdeneilanden geëist dat de werkzaamheden moesten worden stilgelegd, omdat ze niet voldeden aan de milieuwetgeving. Naar verluidt bleef de bouw doorgaan. Op 10 augustus 2019 pleegde Epstein zelfmoord, en zijn de eilanden te koop.

## Christmas Cove
De stranden op de Amerikaanse Maagdeneilanden zijn tot aan de hoogwaterlijn publiek toegankelijk. Christmas Cove heeft aanlegplaatsen en werd bezocht vanwege het strand en de vele vissen in de baai. Bovendien bezorgde een lokale pizzeria de strandgangers per boot.

## Galerij

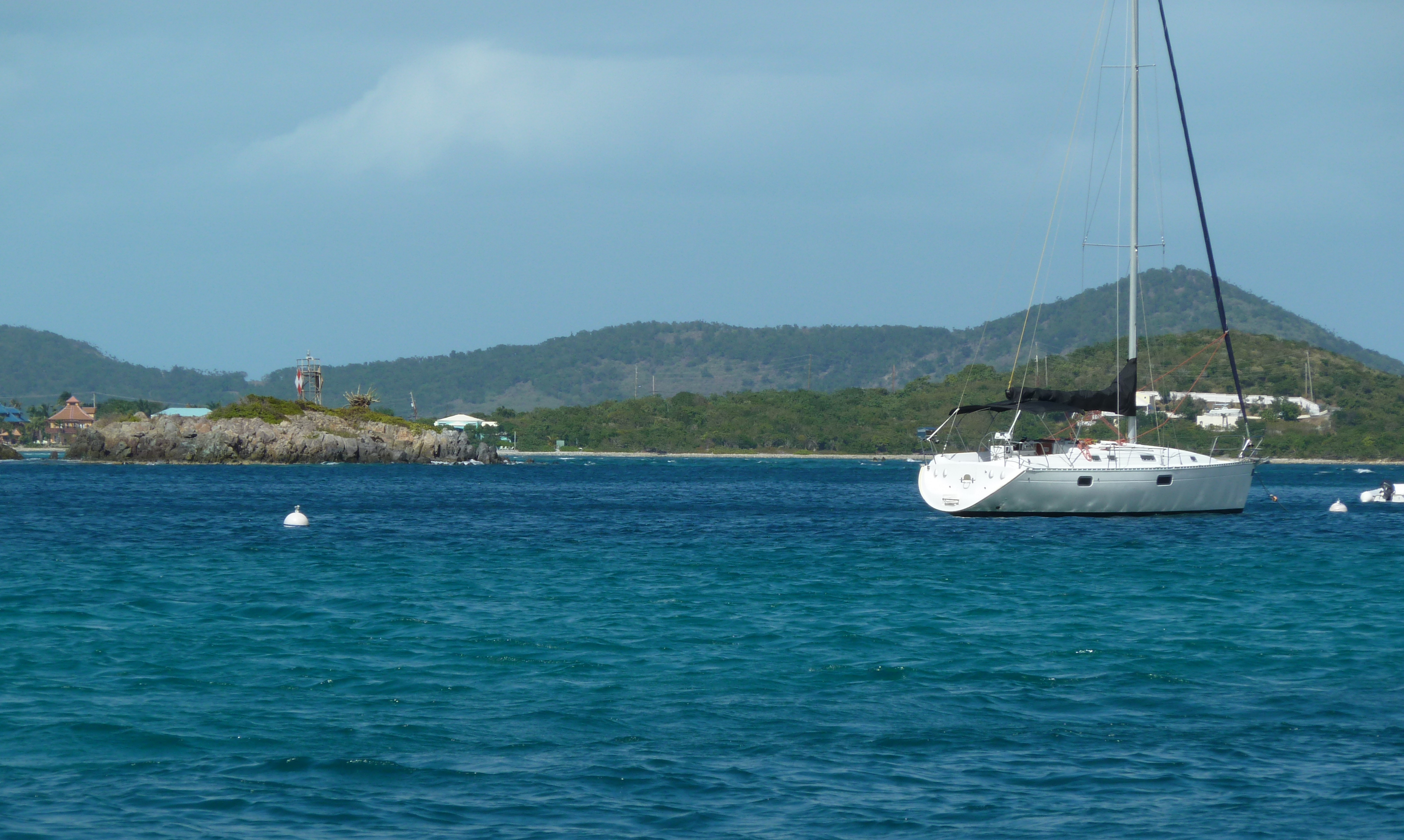
Jacht voor Great Saint James
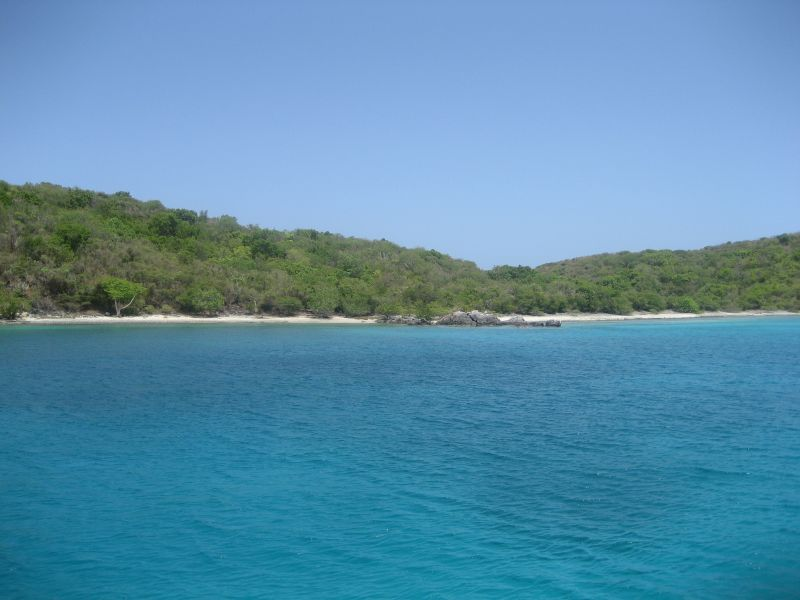
Christmas Cove
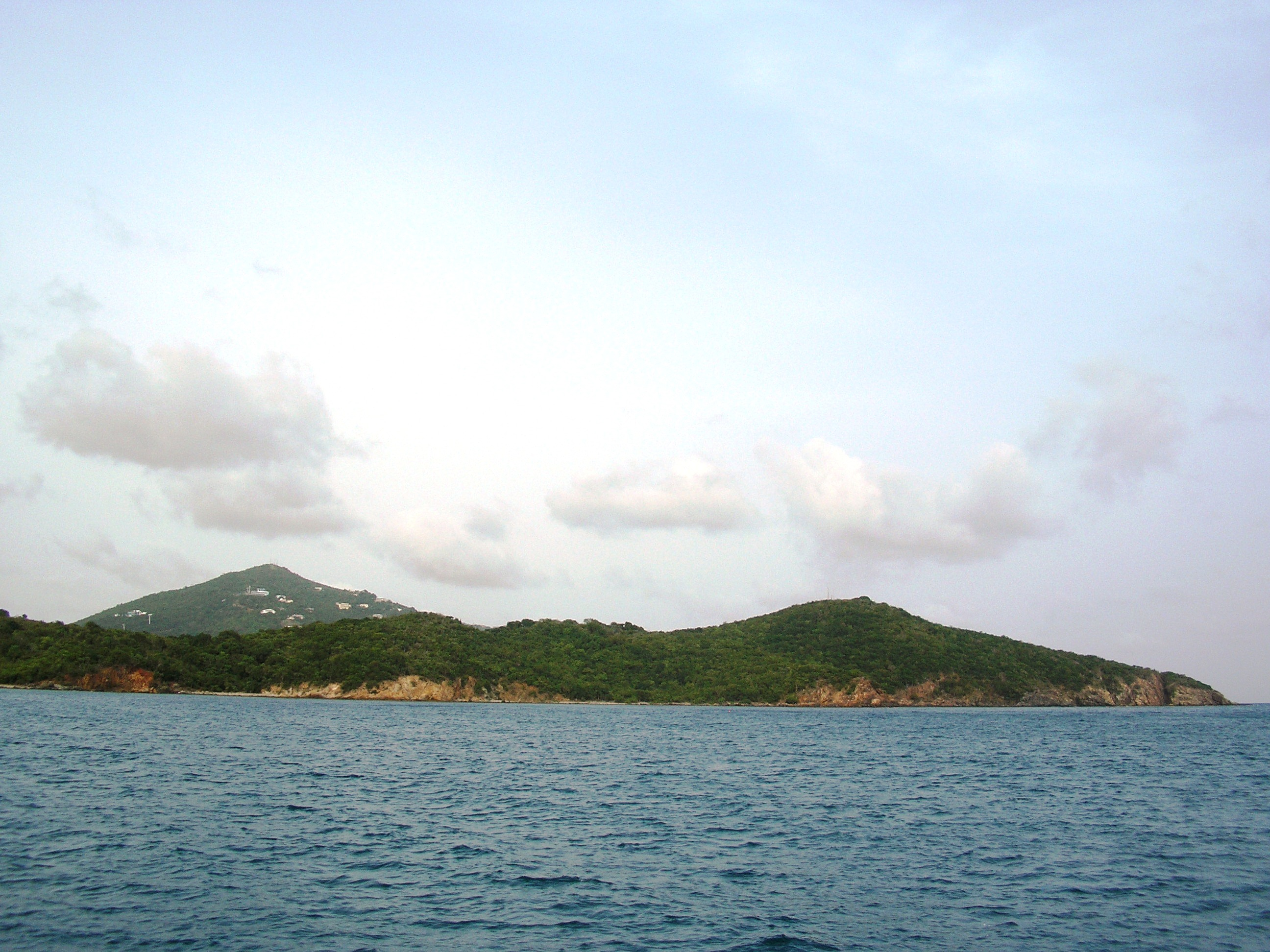
Great Saint James

Saint Croix · Saint John · Saint Thomas

Buck Island (Saint Croix) · Great Hans Lollik · Great Saint James · Hassel Island · Little Saint James · Protestant Cay · Thatch Cay · Water Island